# West (Lucinda Williams)
West è l'ottavo album in studio della cantautrice statunitense Lucinda Williams, pubblicato nel 2007.

## Tracce
1. Are You Alright? – 5:18
2. Mama You Sweet – 4:45
3. Learning How to Live – 5:12
4. Fancy Funeral – 4:15
5. Unsuffer Me – 5:40
6. Everything Has Changed – 3:38
7. Come On – 4:53
8. Where Is My Love? – 5:23
9. Rescue – 5:35
10. What If – 5:41
11. Wrap My Head Around That – 9:07
12. Words – 3:33
13. West – 5:40